# Запорожець Віктор Костянтинович
Ві́ктор Костянти́нович Запоро́жець (23 травня 1947) — український радянський боксер, чемпіон СРСР, згодом — тренер.
Майстер спорту міжнародного класу (1971). Заслужений тренер України (2001).
Закінчив Миколаївський державний педагогічний інститут (1971).

## Біографія
Народився у селищі Волчанка Свердловської області РРФСР. 1957 року разом з сім'єю переїхав до Миколаєва УРСР. Боксом займався з 1962 року. Виступав за команду спортивного товариства «Динамо» (Миколаїв, 1967–71). Його тренував Григор'єв О.П. Провів 183 бої, здобув 155 перемог.
Срібний призер 4-ої Спартакіади народів СРСР (1967). Володар Кубка Європи (Київ, 1968).
На Олімпійських іграх 1968 в категорії до 48 кг переміг Ватанабе Дзюдзі (Японія) і програв Чі Єн Джу (Південна Корея) — 2-3.
Срібний призер чемпіонату СРСР (1969). Учасник матчів СРСР — США (1969, 1971). Чемпіон СРСР (1971).
На чемпіонаті Європи 1971 року в категорії до 51 кг програв у другому бою.
- У 1/8 фіналу переміг чемпіона Європи 1965 Ганса Фрейштадта (ФРН)
- У чвертьфіналі програв Лешеку Блажинському (Польща) — 2-3

Після завершення спортивної кар'єри був тренером з боксу. З 1980 року очолював СДЮШОР № 6 (Миколаїв).